# رواسجان
رواسجان یکی از روستاهای استان آذربایجان شرقی است که در دهستان آذغان بخش مرکزی شهرستان اهر واقع شده‌است.این روستا ۲۳۰۰ نفر جمعیت دارد.
شغل مردم رواسجان دامداری و کشاورزی می‌باشد.
رواسجان دارای باغات سیب فراوان و کشتزارهای گندم و جو و عدس 
است.
بخشی از اهالی نیز در شغل های اداری مانند بانک ، آموزش و پرورش و یا ادارات دیگر مشغول به خدمت هستند که در روستا سکونت دارند